# Laufenegg (Oberstaufen)
Laufenegg (mundartlich: uf Loufənekh) ist ein Gemeindeteil der Marktgemeinde Oberstaufen im bayerisch-schwäbischen Landkreis Oberallgäu.

## Geographie
Der Weiler liegt circa 2,5 Kilometer westlich des Hauptorts Oberstaufen. Östlich des Orts verläuft die Queralpenstraße B 308.

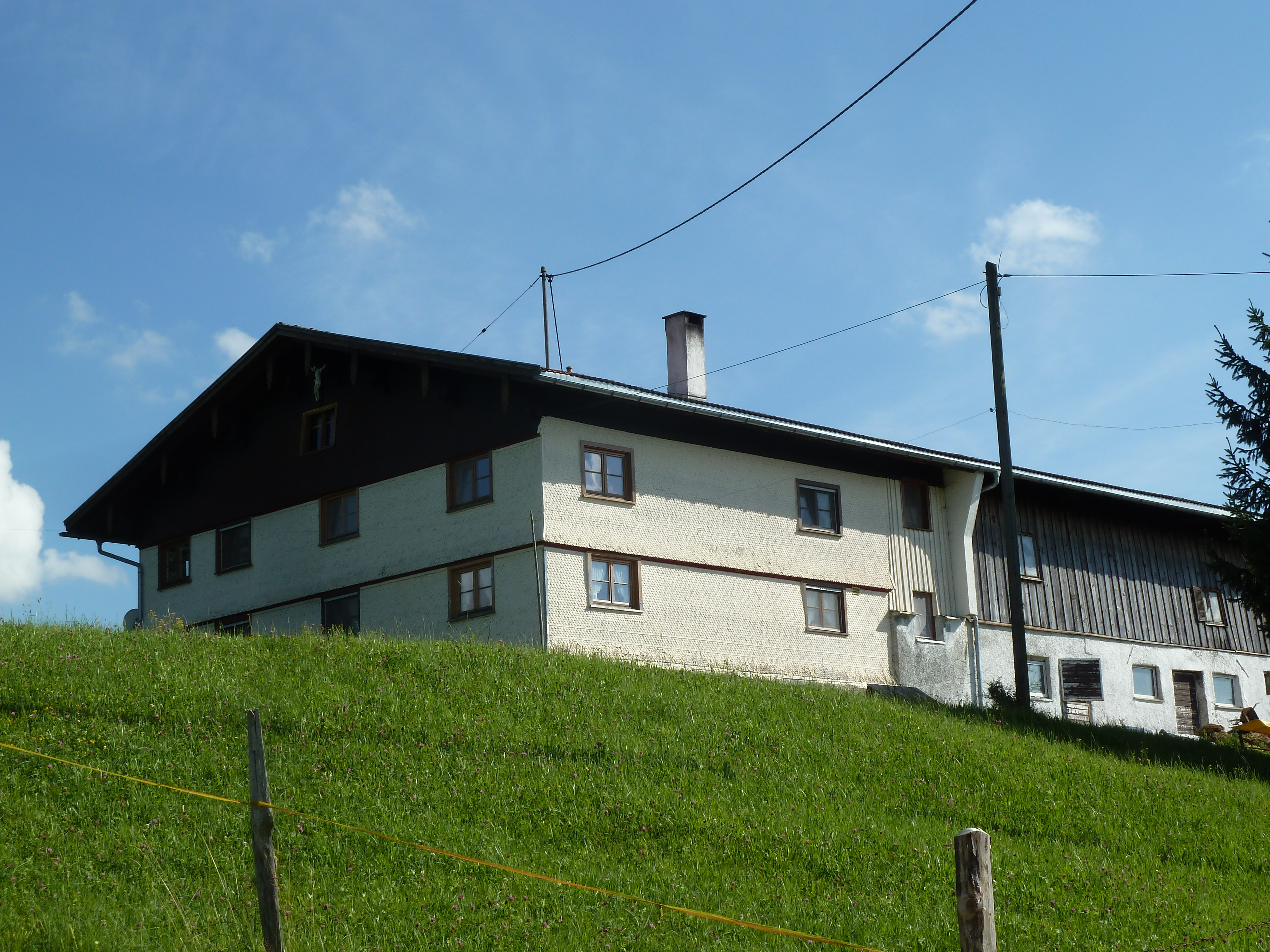
Baudenkmal in Laufenegg

## Ortsname
Der Ortsname setzt sich aus dem mittelhochdeutschen Wort ecke für Ecke, Kante, Winkel sowie dem ebenfalls mittelhochdeutschen Wort loufe für Stromschnelle zusammen und bedeutet vermutlich (Siedlung) am Bergvorsprung an einer Stelle, wo der Eibelebach kleine Stromschnellen gebildet hat.

## Geschichte
Laufenegg  wurde erstmals urkundlich im Jahr 1402 als Loffnegg  erwähnt. 1781 fand die Vereinödung Laufeneggs statt. 1869 wurde die heutige Marienkapelle erbaut.

## Baudenkmäler
Siehe: Liste der Baudenkmäler in Laufenegg